# William Starke Rosecrans
William Starke Rosecrans (Little Taylor Run, 6 settembre 1819 – Rancho Sausal Redondo, 11 marzo 1898) è stato un inventore, diplomatico e politico statunitense.
Fu anche un uomo d'affari e ufficiale dell'Unione nel corso della Guerra di secessione americana, guadagnandosi il grado di generale.

## Gioventù e carriera
Rosecrans nacque a Little Taylor Run, in Kingston Township, nella Contea di Delaware (Ohio).
Si diplomò nell'Accademia Militare degli Stati Uniti di West Point nel 1842, quinto della sua classe di 56 cadetti, che comprendeva alcuni importanti futuri generali, quali James Longstreet, Daniel Harvey Hill e Abner Doubleday. L'esercito degli Stati Uniti lo inviò da ingegnere a lavorare per le fortificazioni a Hampton Roads, Virginia.
Più tardi servì come istruttore a West Point e in varie altre località dell'area del New England.
Rosecrans si dimise dall'esercito nel 1854, tornano nei ranghi civili. Si occupò di miniere nella Western Virginia (oggi Virginia Occidentale) ed ebbe notevole successo, realizzando molte invenzioni, compreso un più efficace sistema di produrre sapone.

## Guerra Civile
Mentre era presidente della Preston Coal Oil Company, nel 1859, una lampada a olio esplose, ustionandolo gravemente. Non appena finì la sua convalescenza provocatagli dalle bruciature, scoppiò la Guerra Civile. Prese servizio come Aiutante di campo volontario di George B. McClellan. Promosso al rango di colonnello, Rosecrans assunse il comando del reggimento 23º Fanteria dell'Ohio, i cui componenti comprendevano Rutherford B. Hayes e William McKinley, entrambi futuri presidenti statunitensi. Presto ricevette la promozione a brigadier generale. I suoi piani e le sue decisioni si dimostrarono estremamente efficaci nella Campagna della Virginia Occidentale, inclusa la vittoria unionista a Rich Mountain; tuttavia il suo superiore in grado, il maggior generale McClellan, ne ricevette le lodi. A causa di ciò, Rosecrans rifiutò di seguire a est McClellan (che divenne generale-in-capo di tutte le forze armate dell'Unione e più tardi comandante dell'Armata del Potomac), chiedendo invece un trasferimento sul fronte occidentale.

### Iuka-Corinth
Rosecrans ricevette il comando dell'ala destra (Right Wing) dell'Armata unionista del Mississippi nel maggio 1862 e prese parte attiva all'assedio di Corinth sotto il maggior generale Henry W. Halleck. Ebbe il comando dell'intera Armata il 26 giugno, e in luglio gli fu assegnata anche la responsabilità del comando del Distretto Militare di Corinth. In tali ruoli fu effettivo subordinato del maggior generale Ulysses S. Grant, da cui ricevette la condotta delle operazioni della Campagna Iuka-Corinth nel settembre-ottobre 1862. Nella battaglia di Iuka, Rosecrans svolse una parte attiva nell'offensiva a due punte contro l'esercito confederato del mag. gen. Sterling Price, ma si presentò in ritardo sul campo di battaglia e Grant ordinò al suo altro comandante, il mag. gen. Edward Ord, di attendere finché non avesse sentito il frastuono degli uomini di Rosecrans in battaglia a sud di Iuka prima di portare il suo attacco da nord. A causa della direzione presa dal vento, una zona d'ombra acustica impedì a Ord e a Grant di sentire il frastuono della battaglia e l'esercito di Rosecrans combatté da solo, ma con successo. Sconfitto, Price arretrò da Iuka e Grant criticò Rosecrans per aver mancato di incalzare in modo aggressivo il suo avversario.

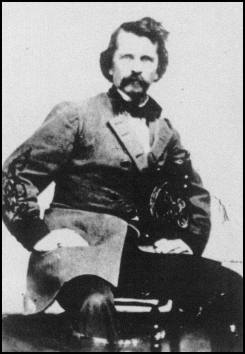
Il gen. van Dorn (CSA)

Rosecrans fronteggiò allora Earl Van Dorn nella Battaglia di Corinth, uno scontro sanguinoso lungo l'arco di due giornate in cui Van Dorn patì pesanti perdite assaltando le posizioni trincerate di Rosecrans. Durante la battaglia, si diffusero voci che Rosecrans fosse stato ucciso e quando il fuoco si arrestò e i confederati arretrarono, egli attraversò le linee a cavallo per ringraziare gli uomini, assicurandoli di essere con ogni evidenza sopravvissuto. Ma, ancora una volta, l'inseguimento di un nemico sconfitto fu fiacco, avendo egli atteso fino al mattino seguente dopo, malgrado gli ordini di Grant fossero stati quelli di un immediato movimento. Van Dorn sfuggi all'inseguimento nella Battaglia di Hatchie's Bridge e l'opportunità di distruggere il suo esercito si perse.
Grant avrebbe più tardi rimproverato Rosecrans di essere troppo cauto. (Grant ebbe critiche simili anche per il successore di Rosecrans, George Henry Thomas). Nonostante ciò, Rosecrans fu considerato un eroe dalla stampa nordista. Gli fu attribuito il comando del XIV Corpo (che sarebbe poi stato chiamato Armata del Cumberland) il 24 ottobre, sostituendo l'inetto Don Carlos Buell, e fu promosso al rango di maggior generale (dei Volontari, al posto di quello di brigadier generale dell'esercito regolare). Grant non fu insoddisfatto che Rosecrans avesse lasciato il suo comando alle sue dipendenze. La promozione ebbe effetto retroattivo a partire dal 21 marzo 1862, così guadagnò un'anzianità di carica che lo antepose al mag. gen. Thomas, cui era stato precedentemente offerto il comando di Buell ma che aveva rifiutato per lealtà.

### Stones River
Il predecessore di Rosecrans, Buell, era stato rilevato dal comando per il suo irregolare tallonamento del generale confederato Braxton Bragg a seguito della Battaglia di Perryville. Anche Rosecrans mostrò una cautela analoga, rimanendo a Nashville mentre il suo esercito si riforniva e le sue forze di cavalleria si addestravano. Ai primi di dicembre del 1862, il generale-in-capo Henry W. Halleck aveva perso la pazienza. Scrisse a Rosecrans: "Se ella resta una settimana di più a Nashville, non posso evitare di rilevarla dal comando". Rosecrans replicò: "Non ho bisogno di altri stimoli per adempiere al mio dovere che la conoscenza di ciò che realmente avviene. Alla minaccia di rimozione o simili, mi si deve permettere di dire che sono a tutto ciò insensibile".
Alla fine di dicembre, Rosecrans iniziò la sua marcia contro l'Armata Confederata del Mississippi di Bragg, accampata fuori Murfreesboro (Tennessee). La Battaglia di Stones River fu la più sanguinosa battaglia della guerra, in termini di percentuali di perdite. Fu tatticamente non decisiva, sebbene Bragg fosse il primo ad abbandonare col suo esercito il campo di battaglia. Nondimeno la battaglia fu importante per il morale dell'Unione, dopo la disfatta della Battaglia di Fredericksburg di poche settimane prima, e il Presidente Abraham Lincoln scrisse a Rosecrans: "Ella ci ha consegnato una vittoria duramente guadagnata, che avrebbe potuto essere invece una sconfitta, la nazione avrebbe potuto a malapena sopravvivere". E la vittoria eliminò anche la minaccia portata dalla Confederazione al Tennessee centrale.
Il XIV Corpo di Rosecrans fu immediatamente ricostituito come Armata del Cumberland. Questa forza fu coinvolta nella fortunata Campagna di Tullahoma contro Bragg, subendo meno di 500 perdite. Rosecrans divenne uno dei più apprezzati generali dell'Unione. Fu noto fra i suoi uomini come "Old Rosy", non solo per il suo ultimo nome, ma a causa del suo grosso naso rosso, che fu descritto come "intensamente romano", senza dubbio alcuno rosso per le sue generose abitudini di bevitore. Fu un devoto cattolico che portava un crocifisso appeso alla catena del suo orologio e un rosario in tasca, amante del trattenere il suo staff per metà della notte a dibattere su argomenti di dottrina religiosa. Poteva passava rapidamente da uno stato d'animo di ruvida irritazione (come dimostra la sua risposta ad Halleck a Nashville) a uno di gradevole socievolezza, cosa che gli accattivava la simpatia dei suoi uomini.

### Chickamauga
Sfortunatamente, Rosecrans tendeva anche alla balbuzie in battaglia e praticava una gestione minimalistica delle sue truppe. Ciò causò gravi problemi nella battaglia di Chickamauga, in cui il gen. Rosecrans impartì l'ordine, diretto al brig. gen. Thomas J. Wood, "di serrare (close up) e sostenere (support) le divisioni di Joseph J. Reynolds". Tuttavia questo provocò un buco nella linea unionista e fu solo grazie all'eroismo del mag. gen. George H. Thomas nel tenere il centro dello schieramento che l'esercito unionista sfuggì al disastro. A seguito di questa grave disfatta federale sul fronte occidentale, Rosecrans si ritirò a Chattanooga, dove la sua Armata fu posta sotto assedio dal vincitore di Chickamauga, il suo antico antagonista Braxton Bragg. Quando Ulysses Grant fu posto al comando di tutti gli eserciti del West, rilevò Rosecrans dal suo comando dell'Armata del Cumberland, sostituendolo con Thomas.

### Missouri
Rosecrans si recò a Cincinnati in attesa di ulteriori ordini, ma in definitiva egli non avrebbe più svolto alcun significativo ruolo nella guerra. Ebbe infine il comando del Dipartimento del Missouri fino al termine del conflitto, agendo attivamente nell'opporsi a Sterling Price e alla sua incursione nel Missouri. Nel 1865, ebbe una "brevet promotion" a maggior generale in gratitudine per le sue azioni a Stones River. Rassegnò le dimissioni dall'esercito nel 1867.

## Diplomazia, politica e retaggio
Dal 1868 al 1869, Rosecrans servì come Ministro plenipotenziario statunitense in Messico, ma fu sostituito quando Ulysses Grant divenne Presidente degli USA. Tornò all'impegno minerario privato in Messico e California per dieci anni. Fu eletto al Congresso statunitense per la California, servendo dal 1881 al 1885, e fu nominato supervisore del Dipartimento statunitense del Tesoro, servendo dal 1885 al 1893.
Morì nel 1898 a Rancho Sausal Redondo (Redondo Beach (California)) ed è sepolto nell'Arlington National Cemetery.
Fort Rosecrans National Cemetery, fuori San Diego (California), è così chiamato in suo onore.